# Fajoemcultuur
De Fajoemcultuur, ook Fajoem A-cultuur of Fayumien, is een archeologische cultuur van het Neolithicum in Egypte. Ze is vernoemd naar de Fajoem, een met de Nijl verbonden depressie 80 km ten zuidwesten van Caïro. In haar midden ligt de Birket Karoen ofwel het Moeris-meer, waaromheen de vondstplaatsen van deze cultuur liggen.
De voorafgaande cultuur wordt Fajoem-B-cultuur ofwel Qarunien genoemd (6000 - 5000 v. Chr.). De eerste bewoning in het noordelijke deel van de Fajoem is voor rond 4.500 v.Chr. aangetoond. Dat is in een periode van droogte, die tot ongeveer 4.000 v.Chr. duurde. In de eerste helft van het 4e millennium v.Chr. begon een periode met meer, soms zeer heftige neerslag. Rond 3.500 v.Chr. wordt het Fajoemien opgevolgd door het Moerien, een woestijncultuur met invloeden uit de geleidelijk uitdrogende omgeving en de zich ontwikkelende oasen.
De economie was gebaseerd op jacht en visserij, veeteelt, met enige graanteelt en aardewerk.
Er zijn overeenkomsten met de iets latere Merimdecultuur in het noordoosten, met name wat betreft de stenen werktuigen (tweezijdig bewerkte vuurstenen) en het aardewerk. Beide lijken hun oorsprong in Zuidwest-Azië te hebben. De Fajoemcultuur toont duidelijke banden met de Jordaanvallei en het daar gevonden Yarmukian. De oorsprong van de Fajoemcultuur kan daarom afgeleid worden van een neolithisering vanuit het noordoosten waarbij een materiële cultuur, economie en bevolking naar Neder-Egypte en de Fajoem migreerde.

## Stenen werktuigen
De stenen werktuigen werden vervaardigd uit kleine rolstenen van vuursteen en stukken hoornsteen, welke op de vlakte tussen meer en woestijn gevonden werden. Mogelijk uit het gebied noordoostelijk van de Fajoem afkomstige grotere vuursteenknollen en hoornstenen werden tot tweezijdig bewerkte gereedschappen en gepolijste bijlen bewerkt. 
De meeste werktuigen laten zich in vier groepen verdelen: gekerfde werktuigen, getande werktuigen, schaven en geretoucheerde afslagen. Soms komen ook boren, priemen, krabbers en werktuigen met een rug voor. Hiernaast werden tweezijdig bewerkte gereedschappen gevonden die voor specifieke doelen gemaakt werden: sikkels voor het oogsten, messen en pijlspitsen. Verder werden ook gepolijste bijlen en slag- en maalstenen gevonden.
Naar hetgeen over deze cultuur bekend is lijkt de industrie zich tijdens haar rond 1000 jaar durende bestaan niet bijzonder ontwikkeld te hebben. De inventarissen onderscheiden zich vooral naar de functie van de vindplaats.

## Aardewerk
Onder het gevonden aardewerk bevinden zich onder andere kogelvormige en halfkogelvormige schotels, vaten met een s-vormig profiel en meer of minder afgezette cilindrische hals, schotels met uitlopende rand, bokalen met verschillende proporties, kommen met afgezette bodem en vlakke borden.

## Nederzettingen
Er zijn grote nederzettingen met meer dan honderd vuurplaatsen gevonden. Deze nederzettingen bezaten talrijke voorraadkuilen welke wijzen op graanopslag. Deze bevonden zich op hoger gelegen en zelfs voor de periodiek voorkomende overstromingen beschutte plekken. Dit alles wijst op permanent bewoonde en toegankelijke nederzettingen.
Hiernaast werden ook geïsoleerd voorkomende vuurplaatsen gevonden, welke op tijdelijke seizoensbewoning wijzen. Deze waren met verschillende functies verbonden zoals jachtkampen en zogenaamde "kill sites" voor het doden en slachten van dieren. Deze bevonden zich meestal dichter bij het meer en toonden resten van nijlpaarden, runderen, schapen, geiten en verschillende wilde dieren, maar ook grote hoeveelheden restanten van vissen zoals cichliden en meervallen (Clarias). De vondsten tonen dat veeteelt een relatief geringe rol speelde, en ook de jacht van betrekkelijk weinig belang was. De visvangst had daarentegen een groot aandeel in de voedselverzorging. De jacht vond vooral nabij de oever van het meer plaats.
Terwijl bij de kleine kampementen visserij en jacht beoefend werden, werd in rond het meer gelegen weideplaatsen het vee gehoed. Ook graan werd naar de meeroever gebracht, zoals blijkt uit gevonden maalstenen. Al deze activiteiten vonden plaats tijdens het droge seizoen.
In het natte seizoen verzamelde de bevolking zich in de hoger gelegen grotere nederzettingen. In deze periode hield men zich bezig met akkerbouw, waarop de vele opslagkuilen, resten van graan en talrijke oogstgereedschappen en maalstenen wijzen. Een andere bezigheid was het houden van dieren zoals schapen en geiten, runderen en varkens. Ook de jacht werd beoefend, deze was echter van ondergeschikt belang.